# Chalcophora angulicollis
Chalcophora angulicollis är en skalbaggsart som först beskrevs av Leconte 1857.  Chalcophora angulicollis ingår i släktet Chalcophora och familjen praktbaggar. Inga underarter finns listade i Catalogue of Life.